# 링겐베르크역
링겐베르크역(독일어: Ringgenberg)은 스위스 베른주 링겐베르크 마을에 있는 스위스 기차역이다. 링겐베르크는 인터라켄과 루체른 사이를 운행하는 첸트랄반 소유의 브뤼닉선의 정류장이다.

## 운행편
다음 서비스는 링겐베르크에서 정차한다.
- 레기오 : 인터라켄 동역과 마이링엔 사이를 매시간 운행한다.